# Ion Holban
Ion Holban (n. 16 ianuarie 1916 – d. 25 februarie 1995) a fost un cercetător român în psihologia aplicată, creator de laboratoare psihologice în orientarea școlară și profesională.

## Biografie și activitate profesională
Ion Holban s‑a născut în 16.01.1916 la Iași într‑o familie de intelectuali – tatăl său Gavril Holban a fost un renumit profesor de istorie și director de licee din Iași și Huși.
După absolvirea Liceului „Cuza Vodă” din Huși, Ion Holban s‑a înscris la Universitatea „Al. I. Cuza” din Iași, luându‑și licența în drept în 1937 și în filosofie în 1939. Formația spirituală și profesională i‑a fost marcată de profesorii săi – personalități marcante ale culturii românești: Traian Ionașcu, Ion Petrovici, Mihai Ralea, Alexandru Claudian, Petre Andrei, Dan Bădărău.
În perioada 1938 – 1954 Ion Holban a funcționat ca profesor la diferite instituții de învățământ din Iași (Nota) și în paralel la Laboratorul de orientare profesională din cadrul Institutului Politehnic „Gh. Asachi”.
Între anii 1954 – 1967 Ion Holban a activat ca psiholog la Laboratorul de Psihologie al Regionalei de Căi Ferate Iași și la Laboratorul de Psihologia muncii din cadrul Policlinicii industriale, contribuind substanțial la înființarea și fundamentarea metodologiei de lucru a unităților respective.
Din 1967 și până la decesul său din 25.02.1985 psihologul ieșean a activat ca cercetător științific la Institutul de Cercetări Socio‑umane (Nota),unde a ocupat funcția de șef de sector, iar în ultimii ani pe cea de director. În cadrul acestui institut a pus bazele unui nou laborator – ”Laboratorul experimental de orientare școlară și profesională” – primul laborator de acest gen din țară, ce a servit ca model unei generații întregi de psihologi și consilieri școlari.
În anul 1971 cercetătorul ieșean dobândește titlul de doctor în psihologie cu teza Personalitatea, factor conducător în procesul muncii.
Bogata sa activitate de cercetare s‑a înscris într‑o variată arie tematică (orientare școlară și profesională, psihologia muncii, asistență psihopedagogică, psihologia personalității, metodologia științei psihopedagogice). Totodată Ion Holban a elaborat teste psihologice (de interese, de mobilitate intelectuală, sociometrice), modele de fișe psihopedagogice,a coordonat elaborarea de teste pedagogice ale randamentului școlar pe materii de învățământ.
Cercetările sale în domeniile amintite s‑au materializat în 11 volume, v. publicații, (ca unic autor sau în colaborare) și într‑un număr însemnat de studii apărute în publicații de specialitate și de largă circulație sau de interes general.
Multe din problemele abordate de Ion Holban în volumele și studiile sale, v. publicații, au reprezentat direcții de pionierat în cercetarea psihopedagogică românească a celei de‑a doua jumătăți a secolului trecut.
De asemenea, psihologul ieșean a participat la numeroase simpozioane și congrese de specialitate din țară și străinătate, a fost în schimburi de experiență și cursuri de specializare la Praga, Varșovia, Sofia, München, Paris și Grünwald.
Ion Holban a făcut parte din Asociația Psihologilor din România fiind președintele pe Moldova al asociației respective. Psihologul ieșean a întreținut colaborări și prietenii cu cercetători și cadre universitare din țară, precum P. Popescu-Neveanu, G. Văideanu, Ursula Șchiopu, D. Salade și Ion Radu.
Ion Holban a fost alături, prin scrierile și îndrumările directe, de numeroși profesori, psihologi și consilieri școlari. O parte din cărțile sale au făcut și fac parte din bibliografia orientativă pentru pregătirea continuă a cadrelor didactice.
Cercetătorul ieșean a fost evocat, apreciat de specialiștii în domeniu din generația sa și din generațiile mai tinere (Nota).
Ca recunoaștere și apreciere a întregii sale activități teoretice și practice pusă în slujba școlii și elevului, o instituție importantă de învățământ din Iași îi poartă numele: Colegiul Tehnic „Ion Holban”.

## Publicații (volume)
Orientarea și selecția profesională,  Tipografia "Brawo", Iași, 1942
Un examen psihologic în școala primară,  Atelierele Grafice Alexandru Terek, Iași, 1943
Dosarul Psihotehnic-școlar,  Atelierele Grafice Alexandru Terek, Iași, 1943
Probleme de psihologia muncii,  Editura Științifică, 1970
Realizarea personalității, hazard sau stiință?, Editura Enciclopedică Română - Colecția Orizonturi, 1971
Puncte de sprijin în cunoașterea individualității elevilor (coaut. Ana Gugiuman),  Editura Didactică si Pedagogică, 1972 
Laboratorul școlar de orientare,  Editura Didactică și Pedagogică, 1973
Orientarea scolară,  Editura Junimea, Iași, 1973
Cunoașterea elevului : o sinteză a metodelor (coaut. Ana Gugiuman, Anca Munteanu, Ecaterina Zetu, Rodica Pșait, Irina Hangu), Editura Didactică și Pedagogică, 1978
Testele de cunoștințe, Editura Didactică și Pedagogică - Colecția Idei Pedagogice Contemporane, 1995
Mihaela, prietena pădurii,  Editura Junimea, Iași, 1990.
Testul de interese, Institutul de Științe Pedagogice, București, 1978